# Ibrahim Rojas Blanco
Ibrahim Rojas Blanco, né en 1975 à Santa Cruz del Sur, est un céiste cubain pratiquant la course en ligne.